# Pylaisia falcata
Pylaisia falcata är en bladmossart som beskrevs av W. P. Schimper in B.S.G. 1851. Pylaisia falcata ingår i släktet aspmossor, och familjen Hypnaceae. Inga underarter finns listade i Catalogue of Life.